# Carbon asimetric

Cei doi enantiomeri ai bromoclorofluorometanului (fiecare moleculă are un singur atom de carbon asimetric)

În chimia organică, termenul de carbon asimetric (carbon chiral) face referire la un atom de carbon care formează patru legături cu patru atomi sau grupe de atomi diferite. Conform regulii Le Bel-van't Hoff rule, numărul de stereoizomeri ai unui compus organic este egal cu 2n, unde n reprezintă numărul de atomi de carbon asimetrici care se află în molecula compusului.

## Exemple
De exemplu, acidul malic are o catenă formată din patru atomi de carbon, dar doar unul dintre aceștia este asimetric. Atomul de carbon asimetric este legat de alți doi atomi de carbon, un atom de oxigen și un atom de hidrogen. În ciuda legăturii pe care o formează cu alți doi atomi de carbon, aceștia fac parte din grupe diferite de atomi:
O tetroză ce conține 2 atomi de carbon asimetrici are 22 =  4 stereoizomeri:
O aldopentoză ce conține 3 atomi de carbon asimetrici are 23 =  8 stereoizomeri:
O aldohexoză ce conține 4 atomi de carbon asimetrici are 24 =  16 stereoizomeri: